# トゥー・オールド・トゥー・ダイ・ヤング
『トゥー・オールド・トゥー・ダイ・ヤング』（原題: Too Old to Die Young）は、2019年に配信されたアメリカ合衆国のテレビドラマシリーズ。相棒を射殺された警察官が裏社会と繋がりを持つようになる姿を描く。企画・製作はニコラス・ウィンディング・レフン、エド・ブルベイカー、出演はマイルズ・テラー、アウグスト・アギレラ、クリスティーナ・ロドロなど。全10話のミニシリーズで、2019年6月14日にAmazonプライム・ビデオのオリジナル作品として全世界へ配信された。

## あらすじ
相棒の死をきっかけに、ロサンゼルス郡保安局の巡査マーティン・ジョーンズは裏社会と繋がりを持つようになっていく。

## 登場人物とキャスト
マーティン・ジョーンズ
演 - マイルズ・テラー（吹替：高橋英則）
ヘスス・ロハス
演 - アウグスト・アギレラ
ヤリッツァ
演 - クリスティーナ・ロドロ（吹替：岡純子）
ジェイニー
演 - ネル・タイガー・フリー（吹替：胡麻鶴彩）
ヴィゴ・ラーソン
演 - ジョン・ホークス
ダイアナ・デヤング
演 - ジェナ・マローン

### リカーリング
Theo Carter
演 - ウィリアム・ボールドウィン
Amanda
演 - キャリー・ヘルナンデス
ダミアン
演 - バブス･オルサンモクン
Lieutenant
演 - ハート・ボックナー
マグダレーナ
演 - カルロッタ・モンタナリ
Melvin Redmond
演 - クリス・コッポラ
Eloise
演 - ジョアンナ・キャシディ
Rebecca Gilkins
演 - マキシン・バーンズ
Stevie Crockett
演 - ジェームズ・アーバニアク
Rob Crockett
演 - ブラッド・ハント
韓国のビジネスマン
演 - ロジャー・リム
ヤクザの組長
演 - マック・タカノ
暗殺者
演 - 小島秀夫
Keith Redford
演 - カラン・マルヴェイ

## エピソード
| 通算話数 | タイトル                                          | 監督                             | 脚本                                                               | 公開日        |
| -------- | ------------------------------------------------- | -------------------------------- | ------------------------------------------------------------------ | ------------- |
| 1        | "第１話；悪魔" "Volume 1: The Devil"              | ニコラス・ウィンディング・レフン | ニコラス・ウィンディング・レフン エド・ブルベイカー                | 2019年6月14日 |
| 2        | "第２話：恋人" "Volume 2: The Lobers"             | ニコラス・ウィンディング・レフン | ニコラス・ウィンディング・レフン エド・ブルベイカー                | 2019年6月14日 |
| 3        | "第３話：隠者" "Volume 3: The Hermit"             | ニコラス・ウィンディング・レフン | ニコラス・ウィンディング・レフン エド・ブルベイカー                | 2019年6月14日 |
| 4        | "第４話：塔" "Volume 4: The Tower"                | ニコラス・ウィンディング・レフン | ニコラス・ウィンディング・レフン エド・ブルベイカー                | 2019年6月14日 |
| 5        | "第５話：愚者" "Volume 5: The Fool"               | ニコラス・ウィンディング・レフン | ニコラス・ウィンディング・レフン エド・ブルベイカー                | 2019年6月14日 |
| 6        | "第６話：女教皇" "Volume 6: The High Priestress"  | ニコラス・ウィンディング・レフン | ニコラス・ウィンディング・レフン エド・ブルベイカー                | 2019年6月14日 |
| 7        | "第７話：魔術師" "Volume 7: The Magician"         | ニコラス・ウィンディング・レフン | ニコラス・ウィンディング・レフン エド・ブルベイカー                | 2019年6月14日 |
| 8        | "第８話：吊るされた男" "Volume 8: The Hanged Man" | ニコラス・ウィンディング・レフン | ニコラス・ウィンディング・レフン エド・ブルベイカー                | 2019年6月14日 |
| 9        | "第９話：女帝" "Volume 9: The Empress"            | ニコラス・ウィンディング・レフン | ニコラス・ウィンディング・レフン エド・ブルベイカー ハレー・グロス | 2019年6月14日 |
| 10       | "第１０話：世界" "Volume 10: The World"           | ニコラス・ウィンディング・レフン | ニコラス・ウィンディング・レフン ハレー・グロス                    | 2019年6月14日 |

## 製作
2017年2月8日、Amazonは本作の製作を発表した。撮影は2017年11月27日、カリフォルニア州ロサンゼルスで開始された。2018年3月6日、ニューメキシコ州アルバカーキでの撮影が開始される。2018年8月11日、主な撮影が終了した。

## 評価

### 批評
本作は批評家から好意的に評価されている。批評集積サイトのRotten Tomatoesには37件のレビューがあり、批評家支持率は70%、平均点は10点満点で6.6点となっている。サイト側による批評家の見解の要約は「『トゥー・オールド・トゥ・ダイ・ヤング』は残酷で非常にスタイリッシュだが、その物憂げなストーリーは暴力的な傾向を正当化するものでもない。しかし、レフン監督のファンであれば、そのネオンの中にある悲惨さに楽しみを見出すかもしれない。」となっている。また、Metacriticには8件のレビューがあり、加重平均値は55/100となっている。